# Strusinek
Strusinek – wieś sołectwo w Polsce położona w województwie mazowieckim, w powiecie ciechanowskim, w gminie Sońsk.
W okresie I Rzeczypospolitej była to wieś szlachecka. Od połowy XVIII wieku należała do rodu Ostaszewskich herbu Ostoja. Nabył ją w 1757 roku Florian Ostaszewski, wojski ciechanowski, zmarły w 1770 roku.
W latach 1975–1998 miejscowość administracyjnie należała do województwa ciechanowskiego.